# Krzysztof Klabon
Krzysztof Klabon (omstreeks 1550 – omstreeks 1616) was een Pools Renaissancecomponist, luitist en zanger. Hij was een van de meest vermaarde instrumentalisten van zijn tijd in Polen. Zijn overgeleverde werken zijn: een cyclus luitliederen (op tekst van Grochowski) met als titel Piesni Kalliopy Slowienskiey: na teraznicysze pod Byczyna zwyciestwo ('Liederen van de Slavische Calliope: op de recente overwinning bij Byczyna'), één sacraal werk, het vijfstemmige Kyrie paschalis, en de sopraanpartij van een ander, het Officium Sancta Maria.